# Euryptera albosterna
Euryptera albosterna är en skalbaggsart som beskrevs av Chemsak och Linsley 1974. Euryptera albosterna ingår i släktet Euryptera och familjen långhorningar.
Artens utbredningsområde är Costa Rica. Inga underarter finns listade i Catalogue of Life.